# Albrecht Gessler
Albrecht Gessler, conosciuto anche come Hermann (fl. XIV secolo), è stato un balivo leggendario asburgico del XIV secolo ad Altdorf, nel cantone di Uri, il cui brutale dominio per domare lo spirito dei montanari elvetici portò alla rivolta di Guglielmo Tell e alla successiva indipendenza della Vecchia Confederazione Svizzera.

## La leggenda

Illustrazione di Gessler e Tell, 1880.

Secondo la Chronicon helveticum di Aegidius Tschudi, nel 1307, per testare la fedeltà del popolo elvetico agli imperatori, esasperati dal pagamento agli Asburgo di onerosi pedaggi su tutte le merci che transitavano attraverso il passo del San Gottardo, con un ennesimo atto di provocatorio sopruso, il duca Hermann Gessler, vero e proprio tiranno che non faceva sconti, alzò un palo nella pubblica piazza del mercato di Altdorf, il capoluogo della regione, mise il suo cappello piumato, simbolo della dispotica autorità imperiale di Alberto I d'Asburgo, in cima e ordinò a tutti i cittadini che passavano di inchinarsi davanti a esso, come segno di sottomissione ai loro signori feudali. Chi non s'inchinava rischiava la confisca dei beni materiali o addirittura la morte per delitto di lesa maestà.
Alcuni mesi dopo, il 18 novembre, Guglielmo Tell, il cui tiro perfetto e l'orgoglio erano leggendari, rifiutò pubblicamente l'umiliazione, suscitando l'ira di Gessler. Venne quindi citato e dovette comparire davanti a un tribunale pubblico, allestito nella piazza e presieduto da Gessler stesso. La crudele collera di Gessler fu mitigata dalla curiosità di mettere alla prova l'eccezionale abilità balestriera di Tell, così gli diede la possibilità di essere giustiziato o di colpire a cento metri di distanza e al primo tentativo una mela posta sulla testa del figlio Gualtierino, altrimenti sarebbero morti entrambi. Tell riuscì a dividere la mela con la freccia, salvando la propria vita. Quando Gessler chiese a Tell perché avesse preparato due frecce nella faretra, temendo ripercussioni, questi rispose dapprima che era una sua abitudine. Gessler insistette, rassicurandolo, e Tell rivelò che il secondo dardo era destinato a trafiggere il tiranno, qualora Gualtierino fosse stato ferito.
Gessler, furioso, fece arrestare Tell dalle sue guardie e lo fece portare in barca attraverso il lago dei Quattro Cantoni alla prigione del Gesslerburg, il castello che il balivo possedeva a Küssnacht, per trascorrere la vita che aveva salvato in una orrenda segreta. Un'improvvisa tempesta feroce rese l'equipaggio terrorizzato, e poiché Guglielmo Tell era un marinaio migliore, gli consegnarono il timone. Ma invece di dirigersi verso la prigione sotterranea, saltò dalla barca e scappò a riva, nel luogo ove venne costruita la cappella di Tell. Lì, il terzo giorno, nascosto dietro a un albero ai lati della Via cava che dal Gottardo conduce a Zurigo, tese un'imboscata e uccise per vendetta Gessler a cavallo con una freccia in pieno cuore, lanciando la ribellione della giovane Confederazione contro il dominio austriaco.

## Il contesto storico

Lo stemma della famiglia Gessler.

Una famiglia di ministeriali di Gessler è effettivamente documentata dalla metà del XIII secolo in poi. Tuttavia, nel villaggio di Wiggwil, nella regione dell'Argovia, la patria originaria degli Asburgo e la base per la loro ascesa dopo l'estinzione della casa sveva di Hohenstaufen, questa famiglia, poco apprezzata, non era ministeriale, ma dei semplici funzionari al servizio degli Asburgo, con vari terreni in affitto o proprietà. I Gessler, nobili cattolici romani, approfittarono dell'elezione del conte Rodolfo d'Asburgo come Re dei Romani nel 1273 e della sua acquisizione dei ducati austriaci e stiriani dopo la vittoria sul re Ottocaro II di Boemia nella battaglia di Marchfeld del 1278. Avevano aumentato la loro fortuna e influenza, e si erano fatti carico dell'amministrazione di molte proprietà del baliato. La loro ascensione è strettamente legata a quella degli Asburgo che discendevano dai nobili locali, conti e duchi del Sacro Romano Impero Germanico che acquisirono la dignità imperiale.
Nel 1319 Heinrich Gessler fu fatto cavaliere, e nel 1375 suo figlio Hermann, ciambellano e consigliere asburgico, fu nominato balivo, ma a Grüningen e non ad Altdorf. A Heinrich successe Heinrich poi solo dopo un Hermann Gessler, omonimo della figura della leggenda. I Gesslers erano considerati persone orgogliose e sfoggiavano uno stemma con un pavone con piume d'argento e blu. Sebbene la loro gestione del Baliato di Grüningen fosse appropriata, attrassero l'animosità della popolazione quando un cittadino di Zurigo, accusato di furto, fu condannato a farsi strappare la lingua e gli occhi. Gli abitanti ritennero che Hermann Gessler ne fosse il responsabile.

### Fonti storiche
Il Libro bianco di Sarnen, scritto intorno al 1470, menzionava un Gessler che era vogt di Uri e Svitto. In un'altra cronaca, si sarebbe chiamato Grissler, e in una terza, sarebbe stato il conte di Seedorf. Alla fine del XIV secolo, un Hermann Gessler governava il dominio di Grüningen, che oggi appartiene a Zurigo. Il dominio di Grüningen era stato affidato alla famiglia Gessler dalla casa d'Asburgo. Le sue misure severe contro la popolazione contadina hanno reso il nome Gessler un'epitome della tirannia.
Nessuna fonte che precede i primi riferimenti alla leggenda di Tell del tardo XV secolo si riferisce a un ufficiale giudiziario Gessler nella Svizzera centrale, e si presume che non esistesse una tale persona. Il ruolo di Gessler nella storia di Tell è analogo a quello di Re Niðhad nella storia di Egil nello Þiðrekssaga. Così questo cognome divenne una specie di nome comune, un Gessler divenne un cattivo, un nemico dei confederati, un complice degli Asburgo. Quando, alla fine del XV secolo, fu scritta la leggenda fondatrice, fu chiaro ai cronisti che il Waldstätte aveva combattuto un Gessler che era elevato alla tirannia dagli editori.

### Nell'opera di Schiller
Friedrich Schiller ha perpetuato la figura nel suo dramma del 1804, Wilhelm Tell. Nella registrazione della storia della serie Tale Spinners For Children, Gessler sta lavorando agli ordini dell'imperatore d'Austria, che vuole provocare deliberatamente il popolo della Svizzera in una ribellione che servirà come pretesto per l'Austria per invadere la Svizzera.